# 福蒙
福蒙（法語：Faumont，法語發音：[fomɔ̃]）是法国上法兰西大区北部省的一个市镇，位于该省中部略偏南，属于杜埃区。

## 地理
福蒙（50°27'38"N, 3°8'17"E）面积9.58 平方千米，位于法国上法蘭西大區北部省，该省份为法国最北部的省份及最长的省份，西北濒北海，西接加来海峡省，南至埃纳省和索姆省，东与比利时接壤。
与福蒙接壤的市镇（或旧市镇、城区）包括：贝尔塞、库蒂什、弗利讷莱拉什、蒙绍、佩韦勒地区蒙斯、拉什、兰博库尔。
福蒙的时区为UTC+01:00、UTC+02:00（夏令时）。

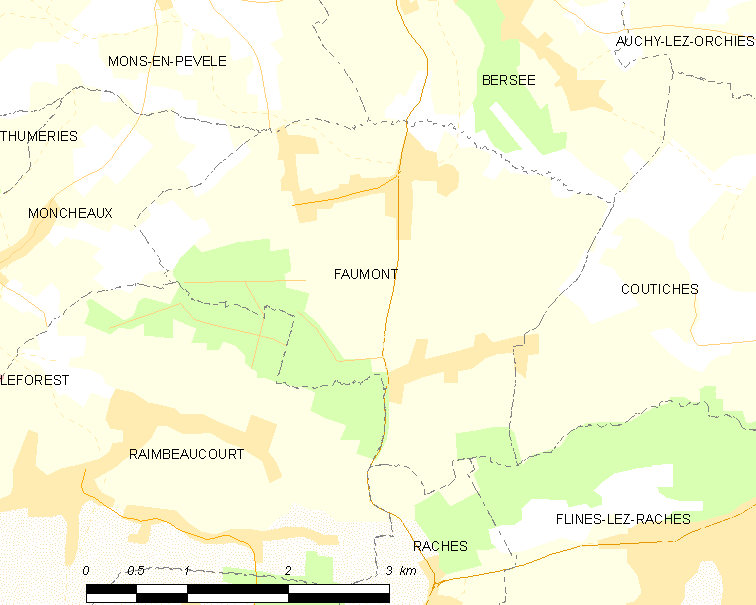
福蒙的OSM定位图

## 行政
福蒙的邮政编码为59310，INSEE市镇编码为59222。

## 政治
福蒙所属的省级选区为奥尔希县。

## 交通
北部省省道D30线和D917线在境内交汇。

## 人口

1962-2008年间福蒙人口变化图示

福蒙于2022年1月1日时的人口数量为2255人。